# Aki Rahunen
Aki Rahunen (Helsinki, 24 dicembre 1971) è un ex tennista finlandese.
Si è ritirato dal circuito professionistico a soli 21 anni dopo una breve e brillante carriera in singolare che l'ha visto disputare una semifinale nel circuito maggiore, vincere un titolo Challenger e raggiungere il 57º posto nel ranking ATP. Ha esordito nella squadra finlandese di Coppa Davis a 18 anni.

## Carriera

### Tra gli juniores
Il suo successo più importante da juniores è il titolo di campione europeo Under-18 vinto nel luglio 1989 a Praga. Quello stesso mese prende parte al torneo di singolare juniores del Roland Garros e viene eliminato al terzo turno.

### Da professionista
Fa la sua prima apparizione tra i professionisti nel luglio 1987 con la sconfitta al primo turno al Tampere Open, torneo finlandese delle ATP Challenger Series. Nei due anni successivi gioca soprattutto tra gli juniores e nei tornei satellite e, dopo aver collezionato altre tre presenze nei tornei Challenger, nel luglio 1989 raggiunge la prima semifinale Challenger al Tampere Open. La settimana successiva vince il suo unico torneo da professionista battendo Andres Võsand per 6-2, 6-0 in finale al Challenger di Hanko ed entra nella top 200 del ranking ATP. Verso fine anno inizia a giocare con maggiore frequenza nei tornei Challenger.
Nel gennaio 1990 fa il suo esordio nel circuito maggiore perdendo al primo turno del Wellington Classic. Esce al primo turno anche ai successivi Australian Open, nel suo primo incontro in una prova del Grande Slam. In febbraio debutta nella squadra finlandese di Coppa Davis vincendo entrambi i singolari nella sfida con la Nigeria. Quello stesso mese vince il primo incontro ATP in carriera al Brussels Indoor battendo in tre set il nº 57 del ranking Andrei Cherkasov, nella sua prima vittoria contro un top 100, e viene eliminato al secondo turno da Miloslav Mecir. La settimana dopo raggiunge i quarti di finale all'ATP di Stoccarda con i successi sui top 50 Javier Sanchez e Amos Mansdorf, e viene sconfitto da Magnus Gustafsson dopo aver vinto il primo set; a fine torneo fa il suo ingresso nella top 100, in 85ª posizione. A maggio si impone nel primo singolare della sfida vinta 3-2 contro la Danimarca e la Finlandia accede ai play-off per l'ammissione al Gruppo Mondiale.
Sconfitto da Horacio de la Peña nei quarti di finale al Croatia Open Umago, raggiunge il terzo tuno al Roland Garros, che resterà il suo miglior risultato in carriera nelle prove del Grande Slam. A giugno disputa la sua unica semifinale in carriera in un torneo ATP a Firenze e cede in due set a Magnus Larsson che vincerà il titolo. La settimana successiva sale al 57º posto mondiale, il suo miglior ranking in carriera. A Wimbledon esce di scena al secondo turno per mano di Michael Stich. Dopo aver disputato i quarti di finale allo Swedish Open 1990, nel prosieguo della stagione non supera il secondo turno nei tornei ATP. Agli US Open viene eliminato al turno di esordio e perde entrambi i singolari nei playoff di Coppa Davis vinti 5-0 dalla Svezia.
Dopo le sconfitte al primo turno nei primi 4 tornei del 1991, raggiunge per l'ultima volta i quarti di finale in un torneo ATP agli U.S. Pro Indoor e viene eliminato da John McEnroe. Nel prosieguo della stagione raccoglie soprattutto sconfitte e tra le rare vittorie è di rilievo quella sul nº 23 ATP Karel Novacek al Torneo Godó di Barcellona, dove raggiunge il terzo turno. A giugno esce dalla top 100, verso fine anno comincia a diradare i suoi impegni nel circuito e chiude la stagione alla 214ª posizione mondiale. Inizia il 1992 raggiungendo per la prima volta il secondo turno agli Australian Open e subito dopo vince i suoi ultimi due incontri di Coppa Davis in carriera. Al suo ultimo impegno nel circuito maggiore, a febbraio viene eliminato nelle qualificazioni al Brussels Indoor.
Gli unici tornei di rilevanza internazionale che disputa nei due anni successivi sono un Masters satellite portoghese nel gennaio 1993 e un analogo torneo svedese nel giugno successivo. Gioca il suo ultimo torneo da professionista in luglio a soli 21 anni al Tampere Open e viene sconfitto al primo turno. Chiude la carriera con un bilancio di 31 vittorie e 46 sconfitte nel circuito maggiore, tra cui 6 vittorie e 4 sconfitte in Coppa Davis.

## Statistiche

### Tornei Challenger

#### Singolare

##### Vittorie (1)
| N. | Data              | Torneo            | Superficie | Avversari in finale | Punteggio |
| 9. | 22 settembre 2019 | Hanko Open, Hanko | Cemento    | Andres Võsand       | 6-2, 6-0  |